# Sound of Our Hearts
«Sound of Our Hearts» — песня в исполнении венгерской группы «Compact Disco», представлявшая Венгрию на музыкальном конкурсе песни «Евровидение 2012». В финале песня заняла 24 место из 26 с 52 баллами. Песня была отобрана через национальный отборочный конкурс A Dal (рус. песня).
Музыкальный сингл вышел 16 января 2012 года. Официальная премьера видеоклипа на песню состоялась 18 марта на венгерском MTV. 1 мая на iTunes вышел сборник из 9 версий, а том числе ремиксов «Sound of Our Hearts».

## Список композиций
| №   | Название                                                     | Длительность |
| --- | ------------------------------------------------------------ | ------------ |
| 1.  | «Sound of Our Hearts» (Original version)                     | 3:00         |
| 2.  | «Sound of Our Hearts» (Karaoke version)                      | 2:57         |
| 3.  | «Sound of Our Hearts» (Analog Cuvee Remix)                   | 4:26         |
| 4.  | «Sound of Our Hearts» (Dave Martin Remix)                    | 5:27         |
| 5.  | «Sound of Our Hearts» (Julia Carpenter Remix)                | 6:17         |
| 6.  | «Sound of Our Hearts» (Karmatronic Radio Remix)              | 4:07         |
| 7.  | «Sound of Our Hearts» (Lauer & Canard feat. Greg Note Remix) | 2:35         |
| 8.  | «Sound of Our Hearts» (Midnight Run Remix)                   | 4:24         |
| 9.  | «Sound of Our Hearts» (Monoscope Remix)                      | 4:17         |
| 10. | «Sound of Our Hearts» (Nobody Moves Remix)                   | 3:19         |
| 11. | «Sound of Our Hearts» (Stereo Palma Remix)                   | 7:10         |

## Позиции в чартах
| Чарт                                       | Лучший результат |
| ------------------------------------------ | ---------------- |
| Бельгия/Фландрия (Ultratip Bubbling Under) | 86               |
| Венгрия (Dance Top 40)                     | 20               |
| Венгрия (Rádiós Top 40)                    | 2                |
| (Hungarian Singles Top 10)                 | 5                |